# Franciszek Dudziński

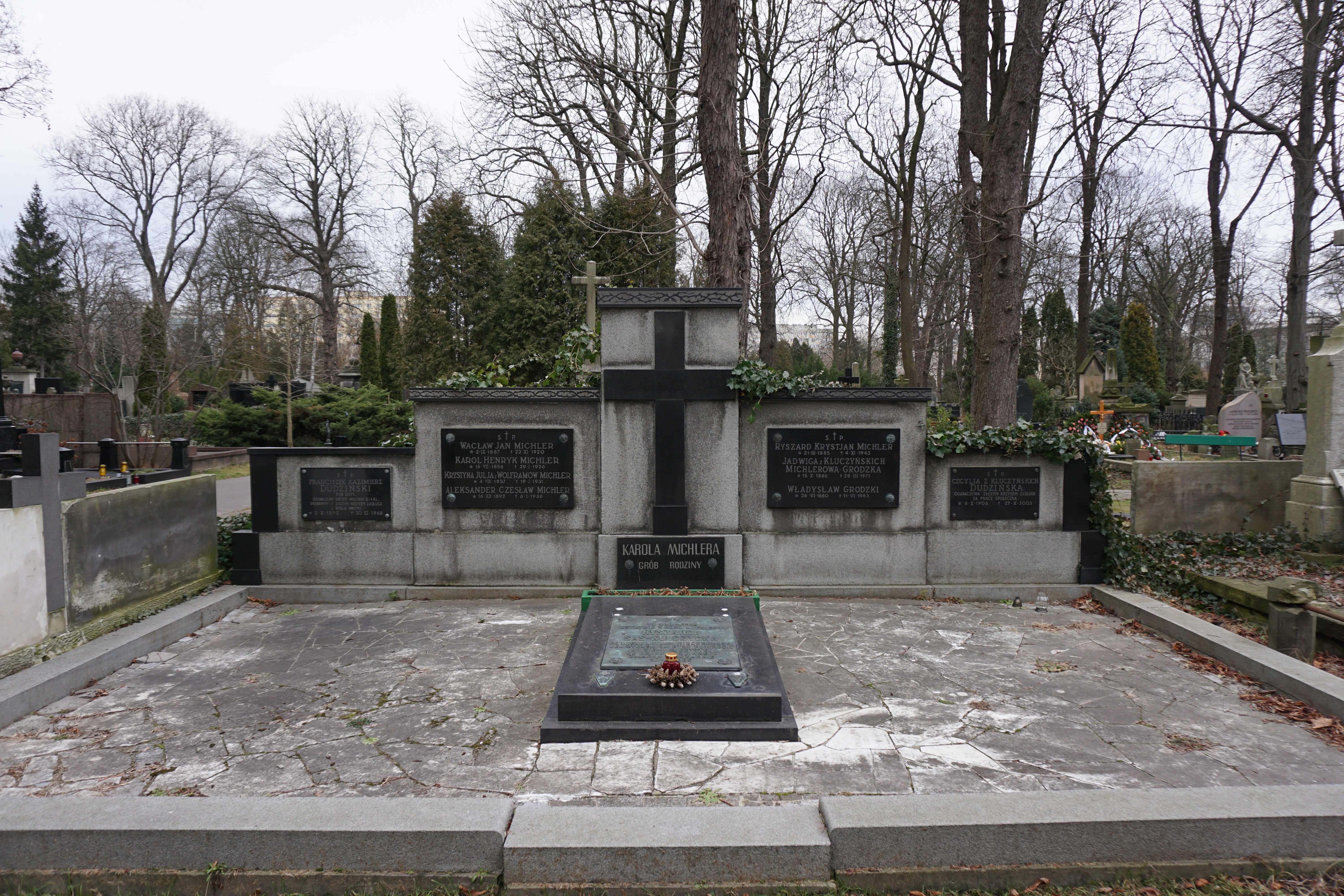
Grób pułkownika Franciszka Dudzińskiego na cmentarzu ewangelicko-augsburskim w Warszawie

Franciszek Kazimierz Dudziński (ur. 2 października 1892 we Lwowie, zm. 30 listopada 1968) – pułkownik dyplomowany piechoty Wojska Polskiego, kawaler Orderu Virtuti Militari.

## Życiorys
Urodził się 2 października 1892 we Lwowie jako syn Fryderyka.
W C. K. Armii został mianowany chorążym piechoty z dniem 1 września 1912. Był żołnierzem zawodowym 45 pułku piechoty, stacjonującego w Sanoku. Podczas I wojny światowej został awansowany na stopień porucznika piechoty z dniem 1 lipca 1915. Do 1918 nadal służył w 45 p.p..
Z dniem 1 listopada 1918 roku został przyjęty do Wojska Polskiego z byłej C. K. Armii, z zatwierdzeniem posiadanego stopnia porucznika ze starszeństwem z dniem 1 lutego 1915 roku i przydzielony do 37 pułku piechoty na stanowisko dowódcy III batalionu. Od 1 maja do 7 czerwca 1919 roku był słuchaczem II Kursu Adiutantów w Warszawie, a od 16 czerwca do 30 listopada 1919 roku – słuchaczem I Kursu Wojennej Szkoły Sztabu Generalnego w Warszawie.
1 czerwca 1921 roku pełnił służbę w Biurze Likwidacyjnym Naczelnego Dowództwa Wojska Polskiego. 28 lipca 1921 roku został „oddany z Komisji Likwidacyjnej Naczelnego Dowództwa do dyspozycji Departamentu Spraw Morskich jako oficer sztabowy armii lądowej przy Dowództwie Wybrzeża Morskiego”. 3 maja 1922 roku został zweryfikowany w stopniu majora ze starszeństwem z dniem 1 czerwca 1919 roku i 346. lokatą w korpusie oficerów piechoty. Jego oddziałem macierzystym był wówczas 37 pułk piechoty w Kutnie. W listopadzie 1922 roku został powołany do Wyższej Szkoły Wojennej w Warszawie, w charakterze słuchacza II Kursu Doszkolenia, pozostając oficerem nadetatowym 83 pułku piechoty. 15 października 1923 roku, po ukończeniu kursu i otrzymaniu dyplomu naukowego oficera Sztabu Generalnego, został przeniesiony do dowództwa 28 Dywizji Piechoty w Warszawie na stanowisko szefa sztabu. 1 grudnia 1924 roku awansował na podpułkownika ze starszeństwem z dniem 15 sierpnia 1924 roku i 94. lokatą w korpusie oficerów piechoty. Z dniem 5 stycznia 1926 roku został przydzielony do Sztabu Dowództwa Okręgu Korpusu Nr I w Warszawie na stanowisko szefa Oddziału Wyszkolenia.
20 stycznia 1928 roku został przesunięty ze stanowiska dowódcy II batalionu na stanowisko zastępcy dowódcy 44 pułku strzelców kresowych w Równem. Od 15 października 1929 roku był dowódcą 31 pułku strzelców kaniowskich w Łodzi. Na stanowisku dowódcy pułku otrzymywał od pułkownika Stefana Rotarskiego oceny „wybitny”. 10 grudnia 1931 roku został awansowany na pułkownika ze starszeństwem z dniem 1 stycznia 1932 roku i 4. lokatą w korpusie oficerów piechoty. 17 stycznia 1936 roku został wyznaczony na stanowisko dowódcy piechoty dywizyjnej 20 Dywizji Piechoty w Baranowiczach.
Po wybuchu II wojny światowej 1939 podczas kampanii wrześniowej pozostawał na dotychczasowym stanowisku dowódcy piechoty dywizyjnej. Dowodził obroną w bitwie pod Mławą. Służył w Polskich Siłach Zbrojnych na Zachodzie. 
Zmarł 30 listopada 1968. Został pochowany na cmentarzu ewangelicko-augsburskim w Warszawie (aleja 10, grób 3).

## Ordery i odznaczenia
- Krzyż Srebrny Orderu Wojskowego Virtuti Militari nr 5751 (10 sierpnia 1922)[26][27][28]
- Krzyż Oficerski Orderu Odrodzenia Polski (11 listopada 1937)[29]
- Złoty Krzyż Zasługi (24 maja 1929)[30][31]

- Krzyż Zasługi Wojskowej 3 klasy z dekoracją wojenną (przed 1917)[7] z mieczami (Austro-Węgry, przed 1918)[8]
- Srebrny Medal Zasługi Wojskowej na wstążce Krzyża Zasługi Wojskowej z mieczami (Austro-Węgry, przed 1918)[8]
- Brązowy Medal Zasługi Wojskowej na wstążce Krzyża Zasługi Wojskowej (przed 1917)[7] z mieczami (Austro-Węgry, przed 1918)[8]
- Krzyż Wojskowy Karola (Austro-Węgry, przed 1918)[8]
- Krzyż Pamiątkowy Mobilizacji 1912–1913 (Austro-Węgry, przed 1914)[4]